# Damián González
Damián González, vollständiger Name Damián González González, (* 5. Januar 1993 in Montevideo) ist ein uruguayischer Fußballspieler.

## Karriere
Der 1,78 Meter große Offensivakteur González lief in der Apertura 2012 einmal in der Primera División für den seinerzeitigen Erstligisten Bella Vista auf. Im Januar 2013 wechselte er zu den Montevideo Wanderers. Dort kam er jedoch auch nur in einer einzigen Erstligapartie der Spielzeit 2013/14 zum Einsatz. Ab Januar 2014 stand er leihweise beim Zweitligisten Club Atlético Progreso unter Vertrag. Für den ebenfalls in Montevideo angesiedelten Verein bestritt er vier Spiele in der Segunda División. In der Saison 2014/15 stand er zunächst wieder im Kader der Wanderers und wurde einmal (kein Tor) in der höchsten uruguayischen Spielklasse eingesetzt. Anfang März 2015 wurde er an den Zweitligisten Canadian Soccer Club ausgeliehen, für den er bis zum Saisonabschluss 15 Zweitligaspiele absolvierte und einmal ins gegnerische Tor traf. Zur Apertura 2015 wechselte er zum Erstligisten Club Atlético Rentistas. In der Spielzeit 2015/16 kam er dort 16-mal (kein Tor) in der Liga zum Einsatz.